# Voroněžský duchovní seminář
Voroněžský pravoslavný duchovní seminář je vyšší vzdělávací instituce Ruské pravoslavné církve. Činnost je zaměřena na školení kleriků a církevního personálu.

## Historie
Seminář byl zřízen 31. května 1745 biskupem voroněžským Feofilaktem (Gubanovem). Vyučování bylo zahájeno v únoru 1746. Je známo, že studenti několikrát utíkali domů kvůli nedostatku potravin.[zdroj⁠?!]
Roku 1757 se součástí semináře stala knihovna.
Finanční potíže a nedůvěra kléru k „latinismu“ vedly za biskupa Ioannikije (Pavluckého) k uzavření semináře. Seminář byl znovu otevřen roku 1763 biskupem Tichonem (Sokolovem), který byl později svatořečen. Tichon pozval učitele z Kyjeva a Charkova.
V srpnu 1918 sovětská vláda seminář uzavřela a jeho majetek zabavila. Došlo také ke zničení seminární knihovny. Duchovní, učitelé a studenti semináře byli vystaveni perzekuci a represím.
V červenci 1993 bylo Svatým synodem zřízeno Voroněžské eparchiální duchovní učiliště a 17. července 1997 bylo učiliště přeměněno na seminář.
Dne 4. března 2000 získal seminář název: Voroněžský pravoslavný duchovní seminář.